# Wereldkampioenschappen roeien 1987
De 17e editie van de wereldkampioenschappen roeien werd in 1987 gehouden in Kopenhagen, Denemarken. Voor de tweede keer werd het kampioenschap hier georganiseerd.

## Medaillewinnaars

### Mannen
| Bootklasse              | Goud | Goud | Zilver | Zilver | Brons | Brons |
| Skiff M1x               | Thomas Lange |      | Peter-Michael Kolbe |        | Pertti Karppinen |       |
| Lichte skiff LM1x       | Wim Van Belleghem |      | David Wright |        | Ruggero Verroca |       |
| Dubbel twee M2x         | Bulgarije Vasil Radew Danatil Jordanow |      | West-Duitsland Andreas Schmelz Ralf Thienel |        | Duitse Democratische Republiek Uwe Heppner Uwe Sägling                                                                                                   |       |
| Twee zonder M2-         | Verenigd Koninkrijk Andy Holmes Steven Redgrave                                                                                                 |      | Roemenië Dragos Neagu Danut Dobre |        | Sovjet-Unie Joeri Pimenov Nikolai Pimenov |       |
| Twee met M2+            | Italië Carmine Abbagnale Giuseppe Abbagnale Giuseppe Di Capua                                                                                   |      | Verenigd Koninkrijk Andy Holmes Steve Redgrave Patrick Sweeney                                                                                                 |        | Roemenië Dimitrie Popescu Vasile Tomoiagă Marin Gheorghe                                                                                                 |       |
| Lichte dubbel twee LM2x | Italië Enrico Gandola Giovanni Calabrese |      | Frankrijk Luc Crispon Thierry Renault |        | Verenigd Koninkrijk Carl Smith Allan Whitwell |       |
| Dubbel vier M4x         | Sovjet-Unie Valeriy Dosenko Sergey Kinyakin Mikhail Ivanov Igor Kotko                                                                           |      | Noorwegen Vetle Vinje Lars Bjønness Rolf Thorsen Alf Hansen |        | Canada Doug Hamilton Robert Mills Paul Douma Mel LaForme                                                                                                 |       |
| Vier zonder M4-         | Duitse Democratische Republiek Jens Luedecke Thomas Greiner Ralf Brudel Olaf Förster                                                            |      | Sovjet-Unie Veniamin But Sigitas Kučinskas Jonas Narmontas Andrey Vasilyev                                                                                     |        | Verenigde Staten Ted Swinford Daniel Lyons John Riley Robert Espeseth                                                                                    |       |
| Vier met M4+            | Duitse Democratische Republiek Frank Klawonn Bernd Eichwurzel Bernd Niesecke Karsten Schmeling Hendrik Reiher                                   |      | Sovjet-Unie Viktor Omelyanovich Mykola Komarov Vladimir Romanishin Valentin Gerasimenko Hryhoriy Dmytrenko                                                     |        | Italië Antonio Maurogiovanni Giovanni Suarez Renato Gaeta Giuseppe Carando Dino Lucchetta                                                                |       |
| Lichte vier zonder LM4- | West-Duitsland Thomas Palm Erik Ring Gerd Meyer Sebastian Franke                                                                                |      | Verenigd Koninkrijk Christopher Bates Peter Haining Neil Staite Stuart Forbes                                                                                  |        | Italië Franco Pantano Dario Longhin Nerio Gainotti Mauro Torta                                                                                           |       |
| Acht M8+                | Verenigde Staten Mike Teti Jonathan Smith Ted Patton Michael Still Peter Nordell Jeffrey McLaughlin Doug Burden John Pescatore Seth Bauer       |      | Duitse Democratische Republiek Mario Kliesch Dirk Rendant Thomas Bänsch Holger Rose Andreas Costrau Hans Sennewald Karsten Timm Karsten Schmeling Peter Thiede |        | Italië Ettore Bulgarelli Giuseppe Di Palo Antonio Baldacci Piero Carletto Giovanni Miccoli Alfredo Bollati Annibale Venier Franco Zucchi Paolo Trisciani |       |
| Lichte acht LM8+        | Italië Maurizio Losi Alfredo Striani Vittorio Torcellan Massimo Lana Stefano Spremberg Carlo Gaddi Andrea Re Fabrizio Ravasi Sebastiano Zanetti |      | West-Duitsland Bernhard Stomporowski Björn Gehlsen Alwin Otten Harald Galster Detlef Glitsch Udo Hennig Andreas Hobler Wolfgang Birkner Torsten Kreis          |        | Verenigde Staten Scott Petry Seymour Danberg Chris Berl Samuel Shuffler Michael Morrison John Irvine Kevin Clair Edward Hewitt Michael O'Gorman          |       |

### Vrouwen
| Bootklasse              | Goud | Goud | Zilver | Zilver | Brons | Brons |
| Skiff W1x               | Magdalena Georgejeva |      | Martina Schröter |        | Marioara Popescu |       |
| Lichte skiff LW1x       | Maria Sava |      | Rita de Fauw |        | Francesca Bentivoglio |       |
| Dubbel twee W2x         | Bulgarije Stefka Madina Violeta Ninowa |      | Roemenië Liliana Genes Elisabeta Lipa |        | Verenigde Staten Anne R. Marden Barbara Ann Kirch |       |
| Twee zonder W2-         | Roemenië Rodica Arba Olga Homeghi |      | Duitse Democratische Republiek Ute Wild Kathrin Haacker |        | Sovjet-Unie Pegowa Nadeshda Sugako |       |
| Lichte dubbel twee LW2x | Canada Janice Mason Heather Mattin |      | België Lucia Foque Marie-Anne Vandermoere |        | Verenigde Staten Chris Ernst Cary Beth Sands |       |
| Dubbel vier W4x         | Duitse Democratische Republiek Kerstin Pieloth Birgit Peter Jutta Hampe Jana Sorgers                                                           |      | Bulgarije Pavlina Alexandrova Krasimira Tocheva Galina Yahorova Mariana Yankulova                                                                               |        | Sovjet-Unie Svitlana Maziy Marina Zhukova Irina Kalimbet Antonina Zelikovich                                                                                  |       |
| Vier met W4+            | Roemenië Valentina Virlan Marioara Trașcă Adriana Chelariu Veronica Necula Ecaterina Oancia                                                    |      | Duitse Democratische Republiek Birte Siech Gerlinde Doberschütz Carola Hornig Martina Walther Sylvia Müller                                                     |        | Bulgarije Manuela Lashilina Olya Stoichkova Mariana Stoyanova Daniela Oronova Sofiya Tzvetkova                                                                |       |
| Lichte vier zonder LW4- | Verenigde Staten Sandy Kendall Lindsay Burns Angela Herron Mandi Kowal                                                                         |      | West-Duitsland Christiane Zimmer Sonja Petri Monika Wolf Evelyn Herwegh                                                                                         |        | China Yan Dongling Long Jun Luo Hantao Zhang Xiange |       |
| Acht W8+                | Roemenië Valentina Virlan Marioara Trașcă Livia Țicanu Rodica Arba Adriana Chelariu Veronica Necula Olga Homeghi Lucia Toader Ecaterina Oancia |      | Verenigde Staten Anna Seaton Kristen Thorsness Christine Campbell Sarah Gengler Stephanie Maxwell-Pierson Susan Broome Abigail Peck Harriet Metcalf Betsy Beard |        | Sovjet-Unie Sarmīte Stone Lidiya Averyanova Irina Teterina Elena Makushkina Olena Pukhaieva Sariya Zakyrova Marina Suprun Elena Tereshina Valentina Khokhlova |       |

## Medaillespiegel
| Plaats | Land                           | Goud | Zilver | Brons | Totaal |
| 1      | Duitse Democratische Republiek | 4    | 4      | 1     | 9      |
| 2      | Roemenië                       | 4    | 2      | 2     | 8      |
| 3      | Bulgarije                      | 3    | 1      | 1     | 5      |
| 4      | Italië                         | 3    | 0      | 5     | 8      |
| 5      | Verenigde Staten               | 2    | 1      | 4     | 7      |
| 6      | West-Duitsland                 | 1    | 4      | 0     | 5      |
| 7      | Sovjet-Unie                    | 1    | 2      | 4     | 7      |
| 8      | Verenigd Koninkrijk            | 1    | 2      | 1     | 4      |
| 9      | België                         | 1    | 2      | 0     | 3      |
| 10     | Canada                         | 1    | 1      | 1     | 3      |
| 11     | Frankrijk                      | 0    | 1      | 0     | 1      |
| 11     | Noorwegen                      | 0    | 1      | 0     | 1      |
| 13     | China                          | 0    | 0      | 1     | 1      |
| 13     | Finland                        | 0    | 0      | 1     | 1      |
| Totaal | Totaal                         | 21   | 21     | 21    | 63     |

Edities

1962 Luzern · 
1966 Bled · 
1970 St. Catharines · 
1974 Luzern · 
1975 Nottingham · 
1976 Villach · 
1977 Amsterdam · 
1978 Hamilton (alleen zwaar) · 
1978 Kopenhagen (alleen licht) · 
1979 Bled · 
1980 Hazewinkel · 
1981 München · 
1982 Luzern · 
1983 Duisburg · 
1984 Montréal · 
1985 Hazewinkel · 
1986 Nottingham · 
1987 Kopenhagen · 
1988 Milaan · 
1989 Bled · 
1990 Lake Barrington · 
1991 Wenen · 
1992 Montréal · 
1993 Račice · 
1994 Indianapolis · 
1995 Tampere · 
1996 Motherwell · 
1997 Aiguebelette · 
1998 Keulen · 
1999 St. Catharines · 
2000 Zagreb · 
2001 Luzern · 
2002 Sevilla · 
2003 Milaan · 
2004 Banyoles · 
2005 Gifu · 
2006 Eton · 
2007 München · 
2008 Ottensheim · 
2009 Poznań · 
2010 Hamilton · 
2011 Bled · 
2012 Plovdiv · 
2013 Chungju · 
2014 Amsterdam ·
2015 Aiguebelette ·
2016 Rotterdam ·
2017 Sarasota ·
2018 Plovdiv ·
2019 Ottensheim ·
2020 Bled ·
2021 Shanghai ·
2022 Račice ·
2023 Belgrado ·
2024 St. Catharines ·
2025 Shanghai · 
2026 Amsterdam

Onderdelen

Skiff · 
Lichte skiff · 
Dubbel twee · 
Lichte dubbel twee · 
Twee zonder · 
Lichte twee zonder · 
Twee met

Dubbel vier · 
Dubbel vier met · 
Lichte dubbel vier · 
Vier zonder · 
Lichte vier zonder · 
Vier met · 
Acht · 
Lichte acht